# 英布
英布（？—前195年），因受秦律被黥（拼音：qíng，注音：ㄑㄧㄥˊ），又称黥布，六县（今安徽六安）人，秦末汉初名将，項羽封其為九江王，后叛楚归汉，与韩信、彭越并称汉初三大名将，漢朝建立后封淮南王，由於朝廷接連消滅異姓王，又加上被仇家賁赫告發「意圖謀反」，英布不安，終於在前196年起兵反漢，被劉邦擊敗，英布逃亡時，被妻舅吳臣命鄉民刺殺而死。

## 生平经历

### 早期
英布年轻时，有位客人给他看相说：“当在受刑之后称王。”后因為犯法而受黥刑（与紋面不同），所以又称黥布。英布愉快地笑着说：“有人看了我的面相，说我当在受刑之后称王，现在大概是这种情形吧？”英布後來被帶到骊山當役徒，修筑秦始皇陵墓，骊山刑徒有数十万人，英布专门和罪犯的头目、英雄豪杰来往，其後帶領一些人逃到其它地方成為盜賊。

### 秦末時期
秦末，陈胜、吴广发动大澤之變，反抗秦朝，英布去約番君（番陽县令）吴芮一同舉兵，番君被說服，於是加入起義行列，還把女兒嫁給英布，聚集了几千人。
在陳勝敗死於秦朝章邯之手後，英布带兵北上攻打秦左、右校的军队，在清波打败了他们，就带兵向东挺进。听说项梁平定了会稽，渡过长江向西进发，陈婴因为项氏世世代代做楚国的将军，就带领着自己的军队归属了项梁，向南渡过淮河，于是英布、蒲将军也归附项梁。項梁率师渡过淮河向西进发，攻打景驹、秦嘉等人的战斗中，英布骁勇善战，总是列于众军之首。立熊心為後楚懷王時，英布成為楚的當陽君。
项梁在定陶之役战死后，楚國迁都到彭城，将领们和英布也都聚集在彭城守卫。正当这时，秦军加紧围攻赵国，英布便隨宋義、項羽北上救趙，項羽刺殺宋義，發動兵變，英布歸項羽指揮。在前207年的鉅鹿之戰中，項羽命令英布先行率兵渡河攻擊秦軍，小勝數仗後，項羽帶領其餘楚軍跟諸侯聯軍投入戰場，擊破秦軍主力。诸侯军队服从项羽的原因，英布以少胜多也居一大功。
秦將章邯投降後，英布等人奉項羽之命在新安（今河南义马內）坑殺秦降兵二十餘萬人。在項羽進軍咸陽的過程中，英布經常擔任先鋒。到达函谷关，项羽不得入，又派英布等人，先从隐蔽的小道，打败了守关的刘邦军队，才得以进关，一直到达咸阳。

### 項羽時期
前206年，項羽分封天下十八路諸侯時，因为英布经常担任军队前锋，便立英布為九江王，以六為都。同年項羽尊後楚懷王為楚義帝後，暗中命令英布等人暗殺前往長沙途中的義帝。
前205年，田齊公族田荣背叛楚国，自立為齊王，项羽前往攻打齐国，向英布征调军队，英布托辞病重不能前往，只派将领带着几千人前去。刘邦在彭城打败楚军，英布又托辞病重不去辅佐楚国。项羽因此怨恨英布，屡次派使者前去责备英布，并召他前往，英布越发恐慌，不敢前往。项羽正为北方的齐国、赵国担心，西边又忧患刘邦起兵，知交的只有英布，又推重英布的才能，打算亲近任用他，所以没有攻打。
劉邦在彭城大敗後，派隨何成功遊說英布反叛項羽。这时，楚国的使者也在淮南，正迫不及待地催促英布出兵，住在宾馆里。随何径直闯进去，坐在楚国使者的上席，说：“九江王已归附汉王，楚国凭什么让他出兵？”英布显出吃惊的样子。楚国使者站起来要走。随何趁机劝英布说：“大事已成，就可以杀死楚国的使者，不能让他回去，我们赶快向汉靠拢，协同作战。”英布说：“就按照你的指教，出兵攻打楚国罢了。”于是杀掉使者，出兵攻打楚国。项羽对此反应激烈，派出项声、龙且进攻英布。战争持续了几个月，龙且、項聲在淮南的战役中，打败了英布的军队。英布想带兵撤退到汉国，又怕楚军拦截杀掉他，所以，和随何从隐蔽的小道逃归汉国。
英布到时，劉邦召見英布，但是刘邦完全沒有作好談話的準備，無禮地坐在床上，由美人洗脚。英布见状，怒火燃胸，后悔前来，想要自杀，卻在劉邦准备的宾馆中见到帐幔、用器、饮食、侍从官员一如刘邦所用那么豪华，英布又喜出望外，打消死意。于是英布就派人返回九江。这时项羽已经派项伯收编英布的部队，杀尽了英布的妻子儿女。英布派去的人找到不少当时英布的宠臣故友，带着几千人马回到汉国。刘邦又给英布增加了兵力一道北上，到成皋招兵买马，他的勢力又回復了一些。
前203年七月，劉邦封英布為淮南王。英布又派人进入九江，夺得了好几个县。前202年，英布和刘贾进入九江，诱降楚国大司马周殷，周殷反叛楚国后，以舒城的兵力攻占六县并进行屠城，调动九江的军队迎接英布；英布将几支军队合并，在城父屠城，随后到垓下會合其他漢軍打敗項羽，项羽拒絕了烏江亭亭長的建議，自刎而亡。

### 漢高祖時期
項羽死後，漢王劉邦稱帝，淮南王英布成為異姓諸侯王之一。治下的地區包括九江、廬江、衡山、豫章等郡。前201年，英布到陈县朝见刘邦。次年，到洛阳朝见。前199年到长安朝见。其後英布眼見消滅異姓王風潮中韩信、彭越被呂雉誅杀，心中不安。呂雉诛杀彭越后，把他的屍首處以酼刑，剁成了肉酱，又把肉酱装好分别赐给诸侯。送到淮南，英布正在打猎，看到肉酱，特别害怕，暗中使人部署，集结军队，守候并侦察邻郡的意外緊急事變。
一次，英布為生病的宠幸小妾求醫時，醫師的家和淮南中大夫（侍中）贲赫家住对门，因此爱妾多次去醫師家治疗，贲赫认为自己是侍中，想要巴結她，就送去了丰厚的礼物，還隨著爱妾在醫師家饮酒。爱妾侍奉英布时，不慌不忙地称赞贲赫是忠厚老实的人。英布生气地说：“你怎么知道的呢？”爱妾就把與贲赫來往的情况全都告诉他。英布卻更懷疑她和贲赫通姦，召見贲赫。贲赫惊惧，借口有病不去。英布更加恼怒，就要逮捕贲赫。贲赫打算控告英布叛变，就坐着驿车前往长安。英布派人追赶，没赶上。贲赫到了长安，上书告变，说英有造反的迹像，可以在叛乱之前诛杀他。刘邦看了他的报告，对萧何商量，萧何说：“英布不应该造反，恐怕是這個人因怨诬陷他。请把贲赫关押起来，派人暗中验证淮南王。”英布见贲赫畏罪潜逃，上书言变，本来已经怀疑他会说出自己暗中布署的情况，刘邦的使臣又取得了許多不利英布的證據，英布就族滅贲赫的全家，起兵造反。英布造反的消息传到长安，刘邦大怒，立即释放了贲赫，封贲赫做了将军。
滕公夏侯婴推荐故楚令尹薛公，來商討平定英布的事。薛公向劉邦說：「英布之造反並不值得奇怪。倘使英布採用上計，那麼山東（崤函以東）之地就不是漢朝所能保有；若用中計，那麼雙方勝負難見分曉；若為下計，那麼漢可以高枕無憂了。上計就是東取吳，西取楚，合併齊，拿下魯，並傳檄燕、趙使他們各安其國，這樣山東就不是漢朝所有了。中計就是東取吳，西取楚，合併韓國，拿下魏國，並奪取敖倉之粟，堵住成皋，這雙方勝負就難見分曉。下策就是：東取吳，西取下蔡，把輜重歸於越，而本人往長沙，這樣陛下就可安枕無憂了。」劉邦問：「那英布會採取哪種策略？」薛公答說：「必取下策！英布及其手下皆為驪山亡命刑徒出身，有生之年取得這樣的地位，因而不會為子孫後代及百姓考慮，故而會出下計。」
刘邦病重，本不欲御駕親征，欲使太子劉盈代为出征。太子之门客商山四皓力陈利害，劝太子勿出征。吕后因此泣谏刘邦勿令太子出征，樊哙闯宫，刘邦无奈只好抱病率军亲征，撤除英布封爵，改封刘长为淮南王。英布初以为刘邦年事已高必不能亲征，而所虑者韩信、彭越等皆已死。起兵果如薛公所言，出兵东击荆国，荆王刘贾逃亡富陵，被英布军所杀。英布合并荆国部队，渡过淮河，与楚军战于徐（今安徽泗县）、僮（今安徽宿县）间。楚兵战略失当，为三军，结果英布败其一军，另二军皆散走。英布攻打楚国境内下蔡县的时候，下蔡亭长责骂英布：「陛下封你在东南为淮南王，难道还不能满足你们这些受黥刑的强盗胃口吗？为何还要造反？」
英布遂率军西向，前196年十月与汉军會戰于蕲。英布士兵非常精銳，刘邦驻兵於庸城，望英布之布阵如项羽一般，刘邦对此感到憤怒。刘邦于两军对垒时遥对英布曰：「何苦造反呢？」英布答曰：「我想當皇帝罷了！」两军遂战，结果英布战败而走。而齐相国曹参率领齐军也赶到，对淮南军进行夹击，淮南军队接连失利。刘邦遣别将追击，大败英布于洮水南、北，于是英布仅带数百人渡江南。長沙王吳臣是英布的妻舅，寫信偽稱要與其一起逃亡到越國。英布相信吳臣，于是跟随使者到番陽，随即被番阳人在兹乡百姓的農舍之中刺殺。

## 部下
- 賁赫，英布中大夫，英布懷疑與其妾私通，欲將之殺害，賁赫逃往劉邦處指英布密謀造反。
- 肥銖，英布副將，被灌嬰打敗。
- 朱建，英布國相，英布欲反，极力谏诤。

## 影視形象
- 電影《西楚霸王》（1994年）：由張利華飾演英布。
- 中國大陸電視劇《漢劉邦》（1998年）：由董子午飾演英布。
- 香港電視劇《楚汉骄雄》（2004年）：由王俊棠飾演英布。
- 中國大陸電視劇《楚汉風雲》（2005年）：由郭明翰飾演英布。
- 中國大陸電視劇《大風歌》（2010年）：由李寶成飾演英布。
- 中國大陸電視劇《楚汉爭雄》（2011年）：由郑仕明飾演英布。
- 中國大陸電視劇《楚汉傳奇》（2012年）：由胡东飾演英布。
- 杭州玄機科技信息技術有限公司製作的中國大陸三維武俠動畫《秦時明月》第五季君臨天下第24集（2015年）：由張欣擔任英布的配音員。

## 延伸阅读
[在维基数据编辑]
 《史記/卷091》，出自司馬遷《史記》
 《漢書·卷034》，出自班固《漢書》